# Trox gonoderus
Trox gonoderus är en skalbaggsart som beskrevs av Leon Fairmaire 1901. Trox gonoderus ingår i släktet Trox och familjen knotbaggar. Inga underarter finns listade i Catalogue of Life.